# Karl von Pflanzer-Baltin
Karl von Pflanzer-Baltin (n. 1 iunie 1855, Pécs, Ungaria – d. 8 aprilie 1925, Viena) a fost un general-colonel al Armatei comune austro-ungare, cunoscut pentru activitatea sa din timpul în Primului Război Mondial. Datorită nobilității sale (a fost baron, în germană Freiherr), numele său mai este întâlnit sub forma Karl Freiherr von Pflanzer-Baltin.
Specialist al războiului dus cu forțe mici și caracterizat de acțiuni de luptă limitate, s-a remarcat în Bucovina în timpul Primei Conflagrații în perioada 1914-1916 la comanda Grupului Pflanzer-Baltin (în germană Armeegruppe Pflanzer-Baltin) și ulterior al Armatei 7 austro-ungare , când a reușit să stopeze avansul trupele ruse. S-a remarcat de asemenea ulterior și în Albania în toamna anului 1918, când a organizat ultima acțiune ofensivă de succes a Dublei Monarhii, precum și ulterior o retragere organizată a forțelor de sub comanda sa –Grupul Albania (în germană Armeegruppe Albanien) spre teritoriile austro-ungare, după capitularea Bulgariei. 
A fost caracterizat de un strălucit talent organizatoric, iar pe parcursul carierei sale s-a remarcat prin îmbunătățirea pregătirii tactice a trupelor din subordine, precum și a procesului de generare a rezervei armatei de operații.

## Familia
Părinții săi, căsătoriți la 20 iunie 1853, au fost auditorul general Wilhelm Pflanzer și baronesa (în germană Freiin) Charlotte Marie von Baltin la 18 iulie 1833.
În 1893 succedând înobilării tatălui său, a fost înobilat și el ca Edler von Pflanzer. În octombrie 1897 unchiul său, Feldzeugmeisterul Karl Anton Joseph Freiherr von Baltin (n. 24. noiembrie 1804 - d. 5 octombrie 1873), lipsit de succesori masculini, i-a transfert titlul nobiliar și blazonul. Astfel, a devenit Karl Freiherr von Pflanzer-Baltin.
Karl von Pflanzer-Baltin s-a căsătorit în anul 1887 cu Hedwig Feger de Mercyfalva et Temes-Zsadany. Cei doi au avut doi fii, pe Arthur (n. 23 mai 1888 - d. 12 aprilie 1963), fără urmași și pe Erwin (n. 1893- d. 1915), decedat în război. Astfel, acest neam s-a stins.

## Cariera militară
Viitorul genral a fost elev al școlilor de cadeți din Marburg și Eisenstadt și a absolvit Academia Militară Tereziană în 1875.

### Perioada antebelică
La 1 septembrie 1875 și-a preluat primul post la Regimentul 1 Dragoni, aflat la Pardubice, cu gradul de sublocotenent. Între 1878 (1879 după o altă sursă) și 1880 a urmat cursurile Academiei de Război din Viena (K.u.K. Kiregsschule), fiind înaintat locotenent tot în 1880.
În deceniul următor a fost ofițer de stat major la Sibiu, Lemberg, Przemyśl, Timișoara, Komárno și între 1884-1886 la Divizia 18 Infanterie la Mostar. După ce în mai 1884 a fost înaintat la gradul de căpitan,a servit ca ofițer de stat major până în 1889 într-un departament al Statului-Major General. Între 1889-1891 a fost încadrat la Tarnów Regimentului 2 Ulani, în mai 1889 fiind promovat maior. Între 1891-1895 a predat ca instructor la Academia de Război din Viena, fiind înaintat locotenent-colonel în mai 1894. A revenit la Tarnów în 1896. În 1897 a obținut gradul de colonel și a devenit ofițer de stat-major al Corpului XI Armată  (Corpul XII Armată după o altă sursă) la Lemberg.
În martie 1903 a preluat comanda Brigăzii 32 Infanterie, dislocate la Brașov, , fiind înaintat la gradul de general-maior la 1 mai 1903 . După ce în 1905 a preluat comanda altei brigăzi din Brașov, (Brigada 31 Infanterie), în martie (august după o altă sursă) 1907 a preluat comanda Diviziei 4 Infanterie, dislocată la Brünn, obținând gradul de general-locotenent (în germană Feldmarschall-Leutnant), la 1 noiembrie 1907. În timpul în care a îndeplinit funcții de comandant de brigadă și de divizie, metodele sale de pregătire tactică a trupelor din subordine au avut parte de critici, cu toate că rezultatele obținute erau superioare.
La 27 octombrie 1911 a fost numit inspector general al școlilor de ofițeri și pe 29 octombrie 1912 i s-a acordat temporar gradul de general de cavalerie. În iunie 1914 a solicitat retragerea din cadrele active, pe motive de sănătate.

### Comandant al Grupului Pflanzer-Baltin și al Armatei 7

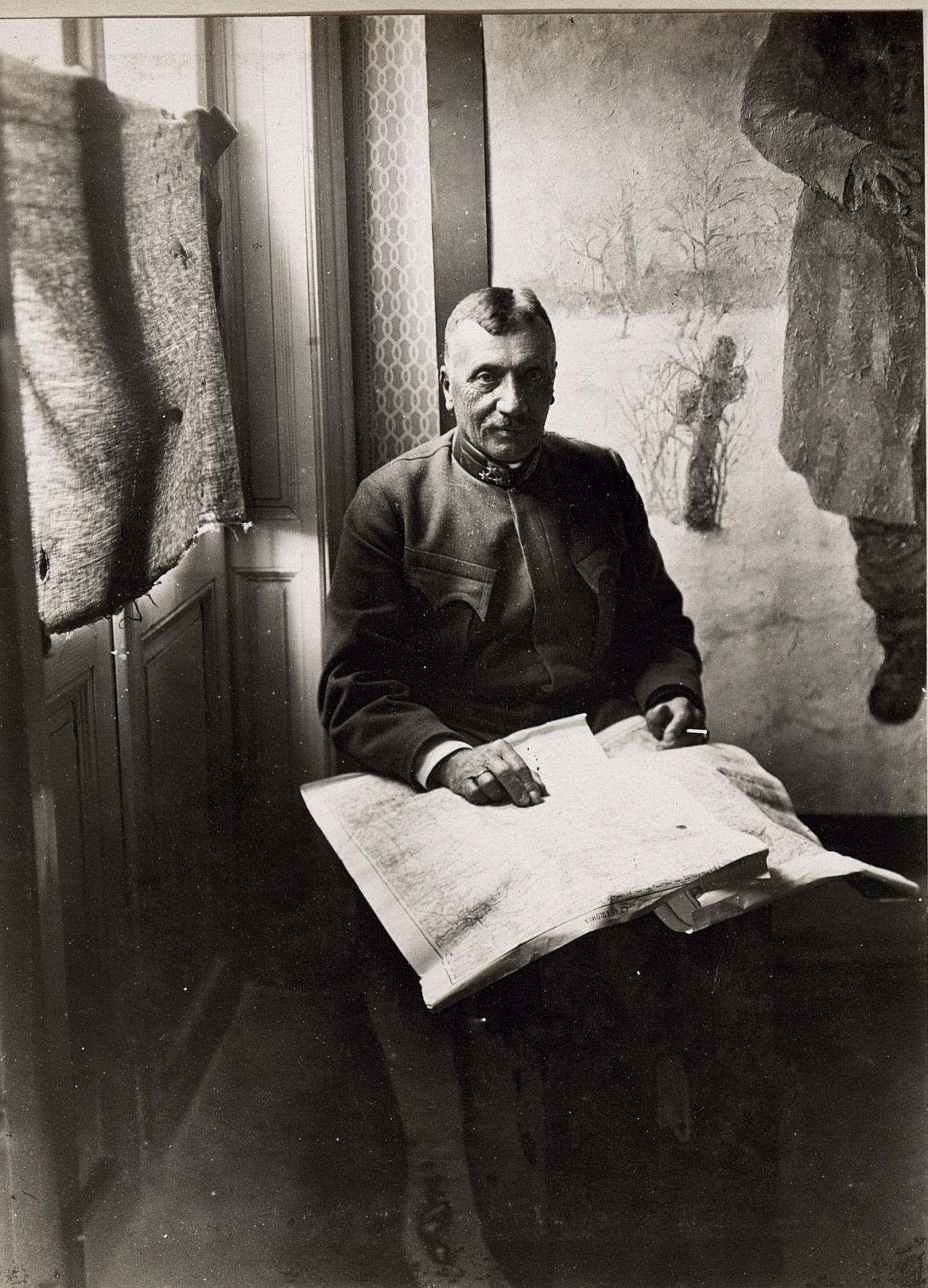

La începerea Primului Război Mondial generalul – aflat în retragere, a fost rechemat în activitate, ocupând o funcție în cadrul Statului-Major General al Armatei Austro-Ungare, iar la 29 septembrie 1914 a primit comanda Grupului Pflanzer-Baltin (Armeegruppe Pflanzer-Baltin). În această poziție a dat măsura talentului său strălucit de organizator și a jucat un rol semnificativ în cadrul operației de apărare de pe frontul din Carpați, iar între 1915-1916 în cadrul bătăliilor din Bucovina și Galiția de est. Cu forțe mici, s-a dovedit a fi un maestru al războiului caracterizat de acțiuni de luptă limitate, modalitate prin care a reușit stoparea avansului trupelor ruse în Bucovina.

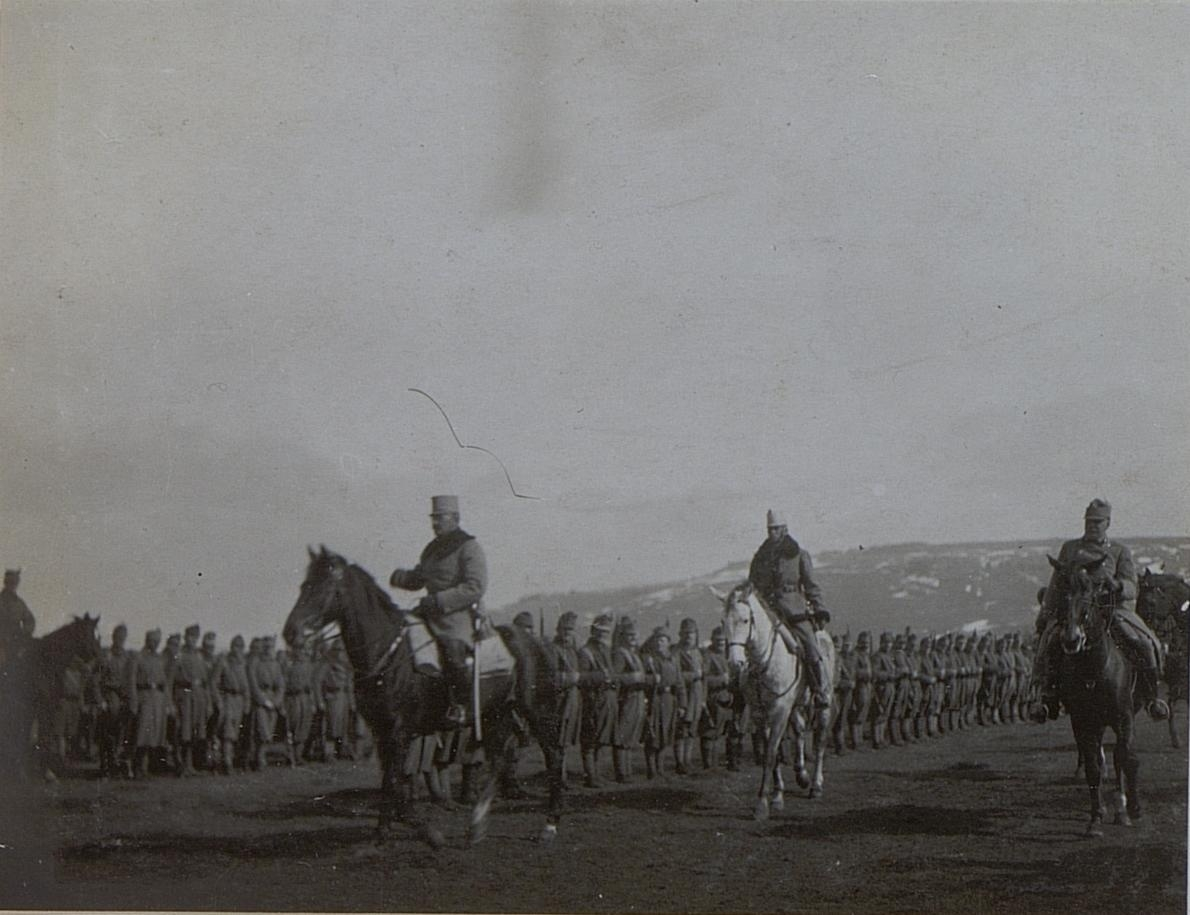
Generalul Pflanzer Baltin în timpul unei inspecții a Regimentului 54 Infanterie la Jucica Veche (Ducatul Bucovinei)

După constituire în Transilvania, Grupul a fost dislocat în partea sudică a Frontului de Răsărit pentru a apăra linia Carpaților. La 1 octombrie von Pflanzer-Baltin a fost confirmat definitiv în gradul de general de cavalerie.  Ca urmare a reorganizării și întăririlor primite, Grupul a fost capabil să stopeze înaintarea rusă și, ulterior să declanșeze o ofensivă care a dus trupele austro-ungare la vechea graniță austro-rusă.
În decembrie, forțele conduse de el au ocupat Pasul Uzsok, iar în cadrul ofensivei de iarnă din Carpați, în februarie 1915 au reușit să reocupe orașul Cernăuți. În luna aprilie 1915 a reușit să stopeze o nouă ofensivă rusă lângă Ocna.

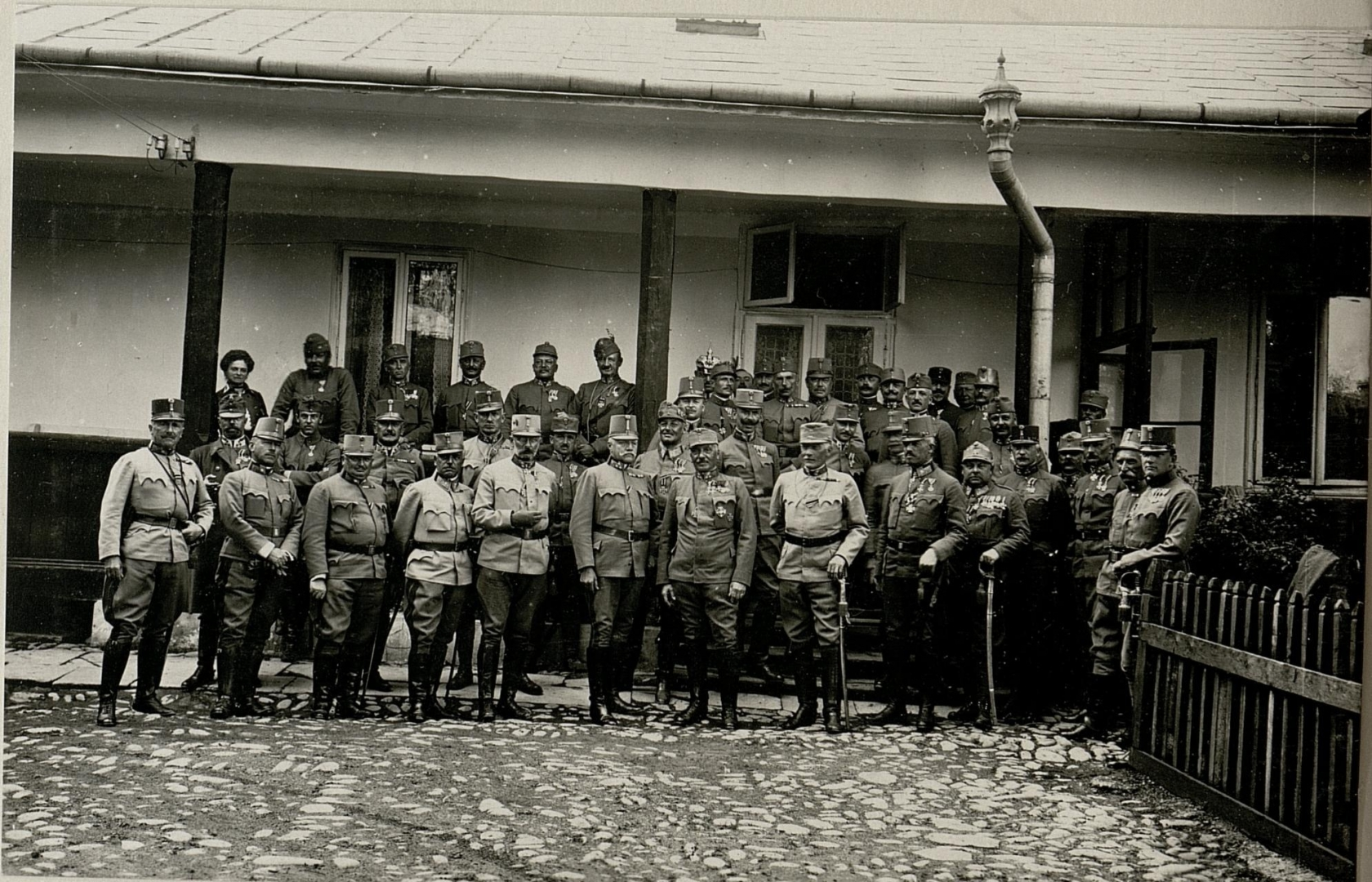

În mai 1915 forțele grupului, acum reorganizate în Armata 7 și aflate sub aceeași comandă, au luat parte la Ofensiva Gorlice–Tarnów. Deși au atins linia Siretului, ulterior până în luna decembrie 1915 forțele sale au fost obligate să se replieze, ca urmare a unei acțiuni ofensive ruse de succes, în zona sudică. Stabilind puternice poziții defensive, armata comandată de von Pflanzer-Baltin a rezistat în decembrie 1915-ianuarie 1916 într-o inferioritate numerică de 2 la 1, unei puternice ofensive ruse pornită din Basarabia.
La 1 mai 1916 a obținut gradul de General-colonel (în germană Generaloberst). Ca urmare însă a Ofensivei Brusilov, în iunie 1916 Armata 7 a fost distrusă, din cauza concentrării excesive a trupelor acesteia, la aceasta contribuind și faptul că generalul era bolnav la momentul respectiv. În aceste condiții, Armata 7 a fost întărită cu trupe germane, dar aceasta a dus la o tensiune crescândă între comandanții acesteia. Situația s-a rezolvat la data de 8 septembrie 1916 în favoarea germanilor, prin eliberarea din funcție a generalului austriac.

### Instruirea trupelor de infanterie și Grupul Albania

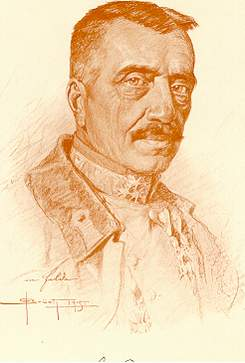
Portret

După ce la data de 19 noiembrie 1916, Pflanzer-Baltin a solicitat trecerea în retragere din motive de sănătate, la 8 martie 1917 (1 august 1917 după o altă sursă) ca urmare a rechemării sale în cadrele active de către împăratul Carol I, a fost numit inspector general al infanteriei. În această funcția a fost însărcinat cu supravegherea procesului de instruire a trupelor destinate înlocuirii pierderilor de pe front și s-a remarcat prin ameliorarea procesului de formare a acestui tip de trupe.

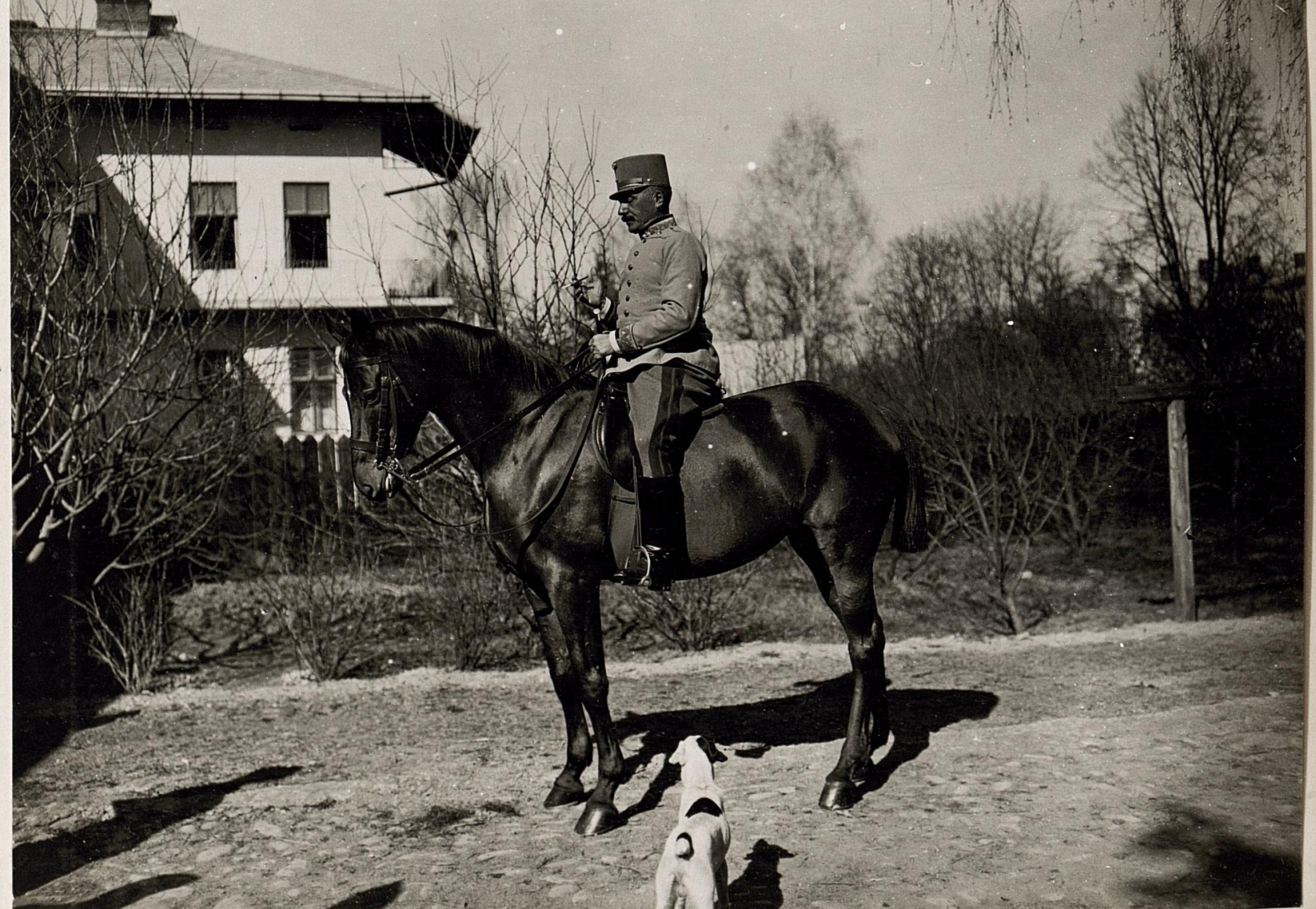

La 13 iulie (12 iulie după o altă sursă) 1918 a fost numit la comanda trupelor austro-ungare din Albania (ale Corpului XIX), redenumit ulterior în Grupul Albania (în germană Armeegruppe Albanien). Din această poziție a fost capabil să stopeze ofensiva franco-italiană și să lanseze la sfârșitul lunii iulie 1918 o contraofensivă, care a dus trupele sale înapoi la vechile poziții aflate la La sud de Fjeri și Berat. Colapsul armatei bulgare însă, a forțat trupele austro-ungare din Albania să se retragă spre vechea frontieră, lângă Cattaro. Datorită dificultăților de comunicație în regiunea montană în care se afla, informațiile despre semnarea armisițiului au ajuns la el cu întârziere, astfel că forțele sale s-au predat de abia pe 18 noiembrie 1918. La fel precum contra-ofensiva de pe teritoriile albaneze fusese ultimul succes militar notabil al Austro-Ungariei, predarea trupelor sale a reprezentat ultimul act de acest fel al armatei Dublei Monarhii.

## Ultimii ani
La data de 1 decembrie 1918 s-a retras la pensie din serviciul militar. După război în condițiile prăbușirii Imperiului Austro-Ungar, a avut mari probleme cu locuința, deoarece de abia în anul 1923 a izbutit să cumpere una în Biberstraße Nr. 4 (Cartierul 1 din Viena), unde a și murit la 11 aprilie 1925. A fost înmormântat în cimitirul Hietzing  din Viena.
| - 1875 Cadet - 1878 Sublocotenent - 1880 Locotenent - 1884 Căpitan - 1889 Maior - 1894 Locotenent colonel - 1897 Colonel - 1903 General-maior - 1907 General-locotenent - 1914 General de cavalerie - 1916 General-colonel | 1. Membru pe viață al Camerei Superioare a Imperiului Austriac. 2. În ordine temporală, în timpul vieții i s-au acordat următoarele: - 1895, octombrie: Clasa a III-a a Crucii Meritului Militar - pentru activitatea din cadrul Academiei de Război - 1916, februarie: Clasa I cu spade a Crucii Meritului Militar - 1901, aprilie: Ordinul Coroana de Fier clasa 3 - pentru activitatea de șef de Stat Major al Corpului XI la Lemberg - 1901, noiembrie: Comandor al Ordinului Steaua României - 1909, martie: Cavaler al Ordinului Leopold - 1914, decembrie : Clasa I cu spade a Ordinului Leopold - pentru meritele dovedite în conducerea trupelor sale din Armeegruppe Pflanzer-Baltin - 1915, aprilie: Marea Crucea a Ordinului Leopold - 1910: Medalia jubiliară Carol I - 1910: Clasa I a Ordinului Coroanei Prusiei - 1912 General de cavalerie – titlu onorific (în germană mit Titel und Charakter) | - 1915, aprilie: Consilier Privat – titlu onorific (în germană Geheimer Rat) - 1915, mai: Steaua de Merit din partea Societății de Cruce Roșie - 1915, mai: Clasa a II-a a Crucii de Fier germane - 1915, iunie: Clasa I a Crucii de Fier germane - 1915, decembrie: Obserstinghaber al Regimentului 93 Infanterie - 1916: Medalia Imtyaz de argint (Imperiul Otoman, în turcă İmtiyaz Madalyası) - 1916: Medalia Imtyaz de aur (Imperiul Otoman) - 1916: Doctor honoris causa în drept (și în filozofie după o altă sursă) – titlu onorific din partea Universității din Cernăuți - 1916, noiembrie: Marea Medalie de aur a Meritul Militar, Signum Laudis - pentru întreaga carieră - 1917, toamna: Steaua Gallipoli (sau Medalia Otomană de Război, în turcă Harp Madalyası) - 1918, august: Marea Cruce a Ordinului Sf. Ștefan - 1918, octombrie: Comandor al Ordinului Maria Terezia - pentru stoparea ofensivei ruse lângă Ocna în aprilie 1915. |

## Grade

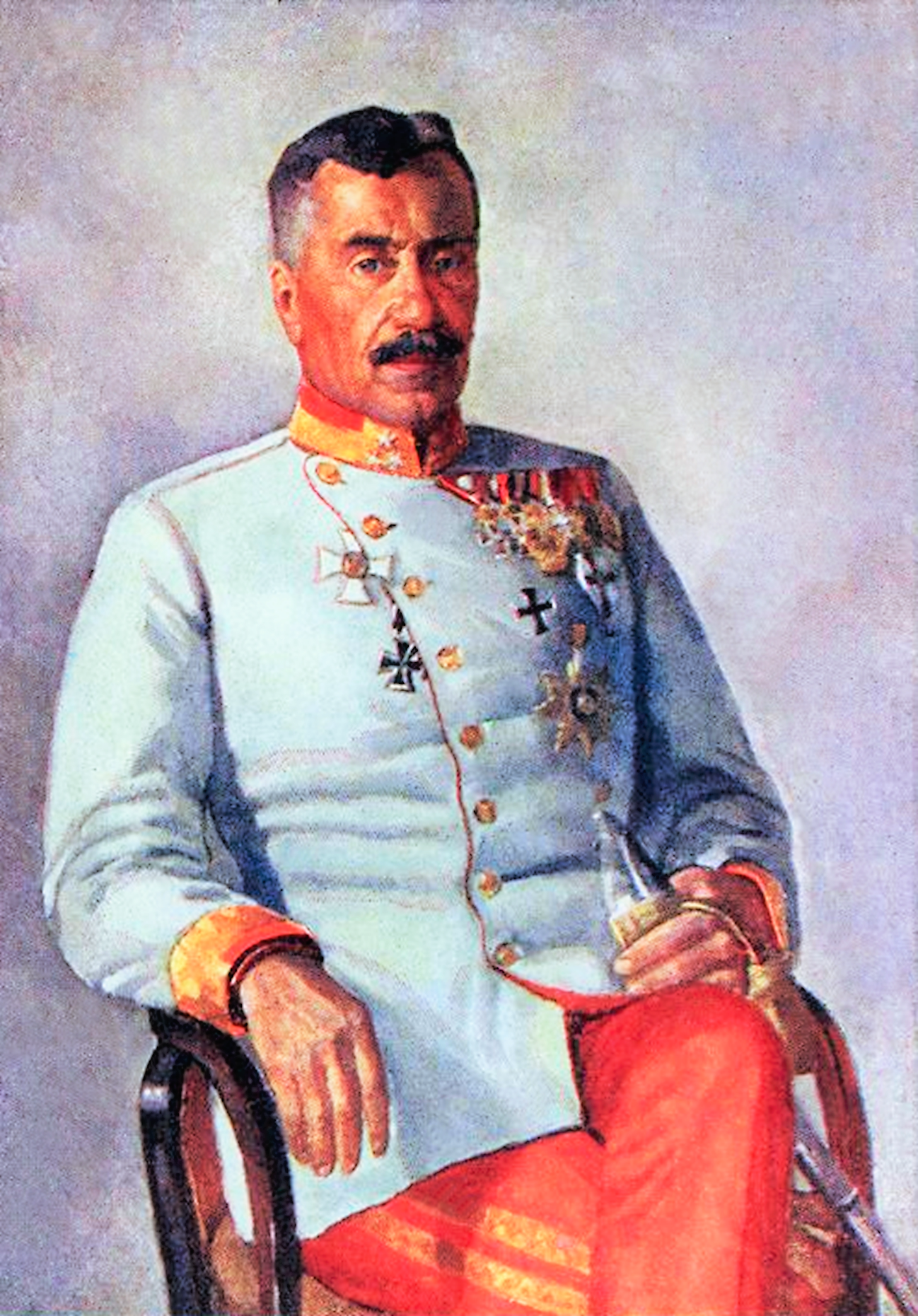